# Clastoneuriopsis magallanica
Clastoneuriopsis magallanica là một loài ruồi trong họ Tachinidae.